# Villers-Cotterêts
Villers-Cotterêts és un municipi francès, situat al departament de l'Aisne i a la regió dels Alts de França.
Hi van néixerel poeta Charles-Albert Demoustier (1760) i el novel·lista Alexandre Dumas (pare) (1802-1870), de qui es conserva la casa natal.